# 秋田県畜産農業協同組合
秋田県畜産農業協同組合（あきたけんちくさんのうぎょうきょうどうくみあい、英:Akitaken Chikusan Agricultural Cooperative）は、秋田県秋田市に本所を置く、畜産業を扱う専門農協。愛称はちくさん秋田。

## 概要
秋田市に本所を置く秋田中央畜産農業協同組合が県内の2畜産農協を吸収する形で発足。後に、秋田県畜連の事業を包括承継し、県域畜産農協として今日に至る（一部の地域畜産農協は合流していないが、畜連を継承したため、県内全域を事業エリアとしている）。専門農協だが、秋田県農業協同組合中央会へ准加盟。
広域由利（由利本荘市）、大曲（大仙市）、鹿角（鹿角市）の家畜市場が老朽化したことや、一度に取引できる頭数が約300頭と少なかったため、秋田しんせい農業協同組合および秋田おばこ農業協同組合と共同出資によってあきた総合家畜市場を設立。由利本荘市に新市場を建設し、あきた総合家畜市場が競り取引を主宰している。
畜連を継承する形で、本所のある秋田県畜産会館の1Fでは、一般消費者向けに肉の小売業務を行っている。

## 沿革
- 1967年（昭和42年）1月10日 - 秋田中央畜産農業協同組合として設立。
- 2008年（平成20年）
  - 4月1日 - 鹿角畜産農業協同組合と秋田中央畜産農業協同組合及び平鹿畜産農業協同組合が合併し、秋田県畜産農業協同組合に改称。本所は、秋田県畜連が所在する、秋田市の秋田県畜産会館の2階に設置。
  - 9月1日 - 秋田県畜産農業協同組合連合会の事業を包括承継し、秋田県一円を地区とする広域畜産専門農協となった。
- 2022年（令和4年）11月29日 - 県産牛販路拡大を目的として、ミートショップちくれん前に肉の冷凍自販機を設置[2]。
- 2023年（令和5年）9月20日 - JR鹿角花輪駅前観光案内所に日本短角牛「かづの牛」カルビなどを取扱う冷凍自販機を設置[3]。

## 拠点
- 本所 - 秋田市中通六丁目7番9号 秋田県畜産会館2F
- 食肉事業所 - 秋田市河辺神内字堂坂2番地1 秋田県食肉流通公社内
- 南台牧場 - 秋田市河辺和田字式田428番地
- 鹿角支所 - 鹿角市花輪字菩提野1番地2

### 直売店
- ミートショップちくれん - 秋田県畜産会館1F
- かづの牛工房 - 鹿角支所と同位置
- ネットショップ